# Humberto Flores

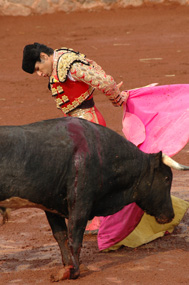
Humberto Flores em Tecámac

Humberto Flores (Ocotlán, Jalisco, 14 de janeiro de 1968) é um toureiro mexicano que iniciou sua atividade taurina aos nove anos.